# Erodium lucidum
Erodium lucidum är en näveväxtart som beskrevs av Philippe Picot de Lapeyrouse. Erodium lucidum ingår i släktet skatnävor, och familjen näveväxter. Inga underarter finns listade i Catalogue of Life.